# Carnival of Cartilage
Carnival of Cartilage è il centoundicesimo album in studio del chitarrista statunitense Buckethead, pubblicato il 27 settembre 2014 dalla Hatboxghost Music.

## Il disco
Ottantunesimo disco appartenente alla serie "Buckethead Pikes", l'album è stato pubblicato in contemporanea al successivo Calamity Cabin e contiene un unico brano della durata di 29 minuti.

## Tracce
Musiche di Buckethead.
1. Carnival of Cartilage – 29:00

## Formazione
- Buckethead – chitarra, basso, programmazione